# Таран Андрій Іванович
Андрі́й Іва́нович Тара́н (19 (31) серпня 1883, Нікополь — 5 березня 1967, Ленінград) — російський, український та радянський художник-монументаліст.

## Біографічні відомості
Навчався у Пензі, у 1906—1909 роках — у Петербурзі, у 1909—1912 роках — у Парижі.
Від 1923 року — в Україні. Викладав у Київському художньому інституту), де 1923 року організував мозаїчну майстерню. Наприкінці 1930-х років виїхав до Ленінграда.
Член АРМУ і ОСМУ.

## Твори
Головні твори — індустріальні мотиви пейзажно-етюдного характеру і натюрморти в постімпресіоністичному дусі.
- «Задиміла домна» (1927).
- «На Дніпрельстані» (1929).
- «Гурток винахідників» (1933).
- «Криворізькі етюди» (1937).
- «На кар'єрі» (1938).